# Siddham
Siddhaṃ (𑖭𑖰𑖟𑖿𑖠𑖽), Siddhamatrika of Kutila is een brahmisch schrift dat gebruikt werd in India gedurende de middeleeuwen.
Dit abugida is tegen het einde van de zesde eeuw afgeleid uit het Guptaschrift. Vervolgens werden hieruit onder meer het Devanagari en een voorloper van het Bengaalse alfabet afgeleid. Met de verspreiding van boeddhistische geschriften kwam het ook in China en Japan terecht. In Japan wordt het ook gebruikt op grafmonumenten, zoals itabō.